# Krassóviszák

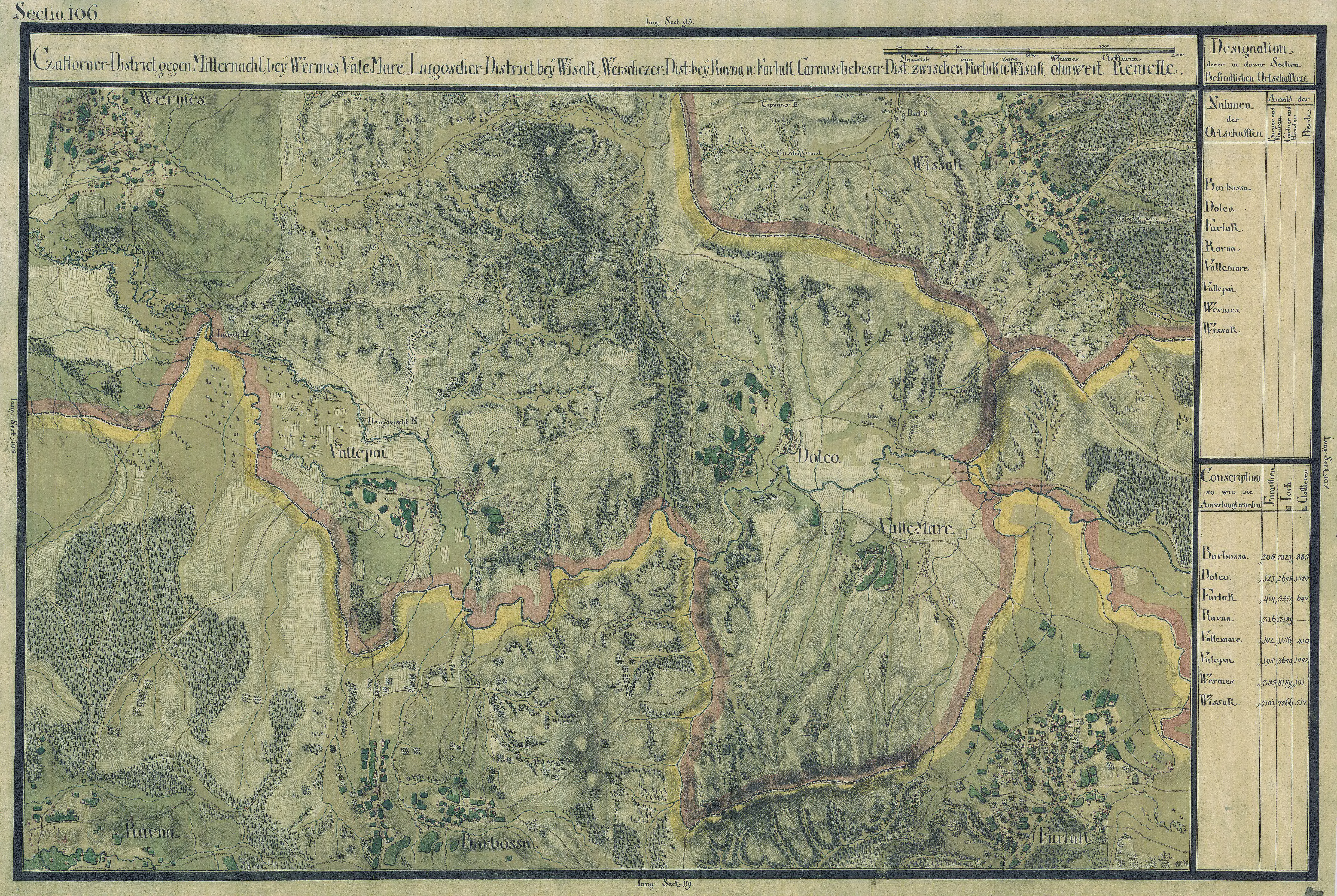
Krassóviszák egy régi térképen

Krassóviszák, románul: Visag, település Romániában, a Bánságban, Temes megyében.

## Fekvése
Buziásfürdőtől délkeletre fekvő település.

## Története
Krassóviszák, Viszák a középkorban Krassó vármegyéhez tartozott.
Nevét 1369-ben említette először oklevél rivulus Vizak néven. 1371-1372 között Wyzag, 1444-ben Wizzag, 1717-ben Vischul, 1785-ben Wischak,  1808-ban Viszák, 1888-ban Viszág, 1913-ban Krassóviszák néven írták.
1444-ben Wizzag Zsidóvár 3. tartozékaként volt említve.
1851-ben Fényes Elek írta a településről: „Viszák, Krassó vármegyei oláh falu Lugoshoz 2 órányira: 8 katholikus, 1461 óhitű lakossal, anyatemplommal. Bírja Palyánszky család”
A trianoni békeszerződés előtt Krassó-Szörény vármegye Lugosi járásához tartozott.
1910-ben 2084 lakosából 1929 román, 101 magyar, 29 német volt. Ebből 1256 görögkatolikus, 694 görögkeleti ortodox, 76 református volt.